# 다케무라 슌지
다케무라 슌지(일본어: 竹村 俊二, 2000년 8월 11일~)는 일본의 축구 선수이다.

## 구단 경력
그는 2023년 J3리그의 가마타마레 사누키에 입단했다.